# SILA (združenje)
SILA–IWCL, Mednarodno združenje žensk Ljubljana–International Women's Club Ljubljana, je nevladno, neprofitno, nereligiozno združenje žensk s sedežem v Ljubljani. Prizadeva si povezovati ljudi ob upoštevanju različnosti kultur in izvora svojih članic ter skrbi drug za drugega v združenju in zunaj njega. 
Tretjina članic je slovenskega porekla, dve tretjini pa je pripadnic 20 različnih narodov.
Najpomembnejši dogodek leta je SILA bazar, ki se ga organizira konec novembra ali v začetku decembra. Izkupiček je namenjen realizaciji dobrodelnih projektov, ki jih izmed prispelih prošenj izberejo in predlagajo članice Sile.